# 난부 노부오키 (1678년)

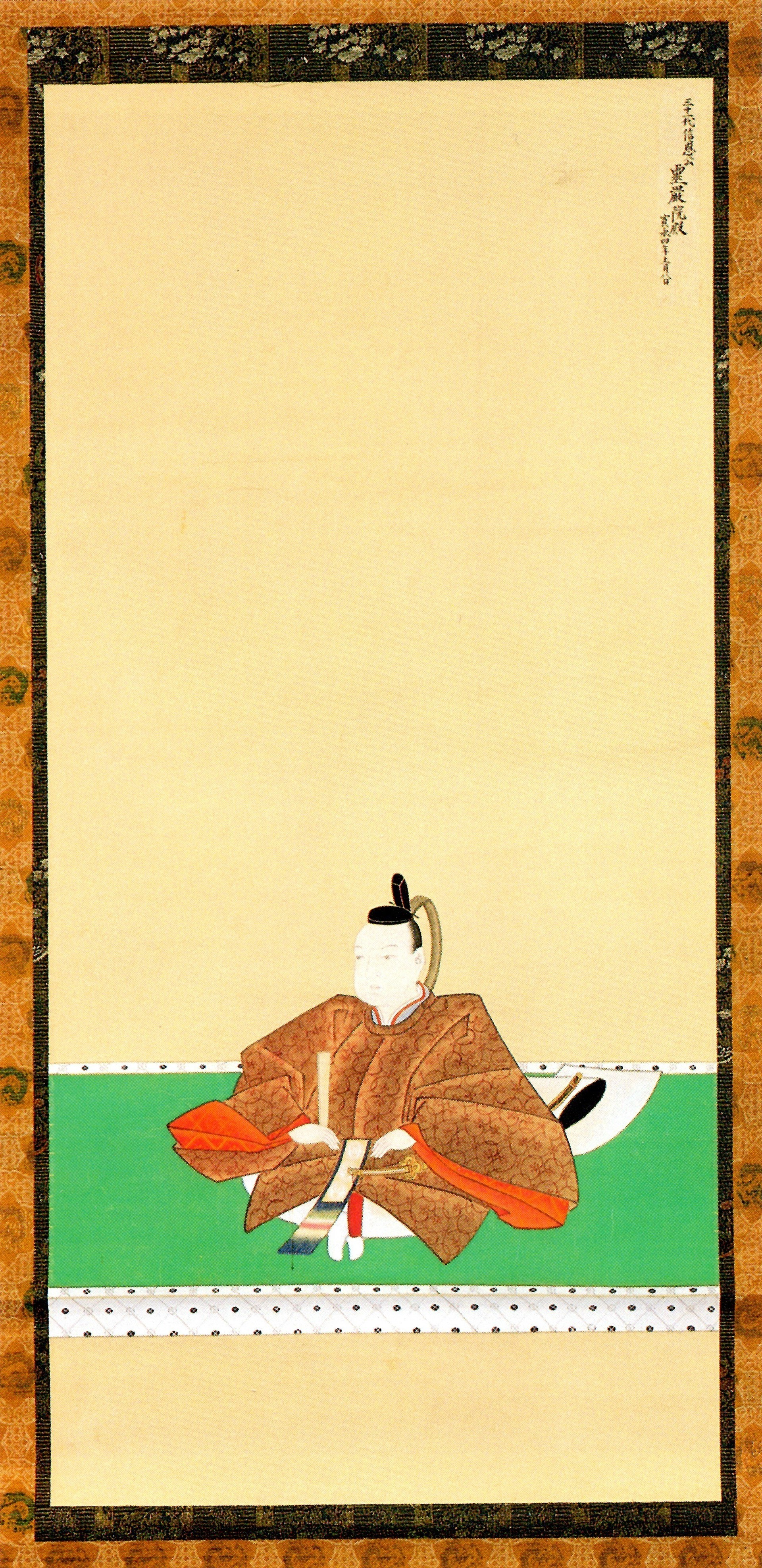
난부 노부오키

난부 노부오키(일본어: 南部信恩, 1678년 11월 6일 ~ 1707년 12월 31일)는 모리오카번의 5대 번주이다. 관위는 종5위하, 비젠노카미(備前守)이다.
4대 번주 난부 유키노부의 셋째 아들로 에도의 아자부 저택에서 태어났다. 1700년에는 형 사네노부가, 1702년에는 아버지 유키노부가 사망하면서 가문을 계승하여 번주 자리에 올랐다. 1707년, 30세의 나이로 사망하였다. 사망할 당시에는 아들이 없었기 때문에 동생 난부 도시모토가 양자로 그 뒤를 이었고, 사후에 측실로부터 아들 도시미가 태어났다.
| 전임 난부 유키노부 | 제5대 모리오카번 번주 1702년 ~ 1707년 | 후임 난부 도시모토 |